# 榎木和貴
榎木 和貴（えのき かずたか、1974年6月7日 - ）は日本の陸上競技選手、陸上競技指導者。専門は長距離走。宮崎県出身。宮崎県立小林高等学校、中央大学卒業。旭化成、沖電気を経てトヨタ紡織に所属し、同社陸上競技部コーチを経て、監督を務める。2019年2月1日より創価大学陸上競技部駅伝部監督に就任。身長176cm、体重57kg（現役当時）。

## 経歴
剣道での足腰鍛錬のため、日々のジョギングから陸上に目覚め、中学時代から長距離のエースとして全国大会で活躍。外山方國に素質を見出され小林高校へ進学。全国高校駅伝でも区間賞を獲得するなどエースとして活躍。小林高校監督の冨永博文の母校である中央大学へ進学する。
大学では駅伝を最も得意とし箱根駅伝では史上12人目の4年連続区間賞獲得など中央大学の主力選手として活躍。このうち1995年第71回箱根駅伝では8区を走り復路優勝の成績を残した。1996年3年時の第72回箱根駅伝4区では4人抜きで2位まで順位を上げ、32年ぶり14回目の総合優勝に貢献した。
旭化成入社後の2000年に行われた第49回別府大分毎日マラソンでは2時間10分44秒の自己新記録で優勝を飾った。この後大学時から抱えていた坐骨神経痛が再発。
2004年からは沖電気に移り、陸上競技部コーチとして女子選手の指導を担当した。
2007年からトヨタ紡織陸上部のコーチ、2011年から監督として指揮を執り、ニューイヤー駅伝での最高成績は7位。
2019年2月より創価大学駅伝部監督に就任。2021年の第97回箱根駅伝では往路優勝、総合2位に入る躍進を果たす。

## 主な戦績
- 1994年 第70回箱根駅伝 8区 21.3km 区間賞 1時間06分31秒
- 1995年 第71回箱根駅伝 8区 21.3km 区間賞 1時間06分03秒（区間新記録）
- 1995年 第7回出雲駅伝 1区 6.0km 区間賞 17分19秒
- 1995年 第27回全日本大学駅伝 2区 13.2km 区間賞 38分43秒
- 1996年 第72回箱根駅伝 4区 20.9km 区間賞 1時間02分15秒
- 1996年 世界ロードリレー（デンマーク）日本代表に選出
- 1997年 第73回箱根駅伝 4区 20.9km 区間賞 1時間06分03秒
- 1998年 第3回全国都道府県対抗男子駅伝 3区 9.2km 区間2位 26分30秒
- 1999年 第37回延岡西日本マラソン 42.195km 4位 2時間13分18秒
- 2000年 第49回別府大分毎日マラソン 42.195km 優勝 2時間10分44秒
- 2005年 第54回別府大分毎日マラソン 42.195km 8位 2時間13分34秒
- 2007年 第9回長野オリンピック記念マラソン 42.195km 5位 2時間14分19秒

## 自己記録
- 5000m - 13分43秒71（1997年）
- 10000m - 28分39秒07
- ハーフマラソン - 1時間02分43秒
- マラソン - 2時間10分44秒（2000年）